# Kafr al-Awamid
Kafr al-Awamid (arab. كفر العواميد) – miejscowość w Syrii, w muhafazie Damaszek. W 2004 roku liczyła 1588 mieszkańców.